# Монтемарконе Басо (Потенца)
Монтемарконе Басо (итал. Montemarcone Basso) је насеље у Италији у округу Потенца, региону Базиликата.
Према процени из 2011. у насељу је живело 55 становника. Насеље се налази на надморској висини од 841 м.